# Guanghe
Der Kreis Guanghe (chinesisch 广河县, Pinyin Guǎnghé Xiàn) ist ein Kreis in der chinesischen Provinz Gansu. Er gehört zum Verwaltungsgebiet des Autonomen Bezirks  Linxia der Hui-Nationalität. Die Fläche beträgt 537,9 Quadratkilometer und die Einwohnerzahl 245.600 (Stand: Ende 2018).